# 新里琉璃異菊虎
新里琉璃異菊虎（Lycocerus niisatoi）為菊虎科異菊虎屬下的一個種。

## 物種描述

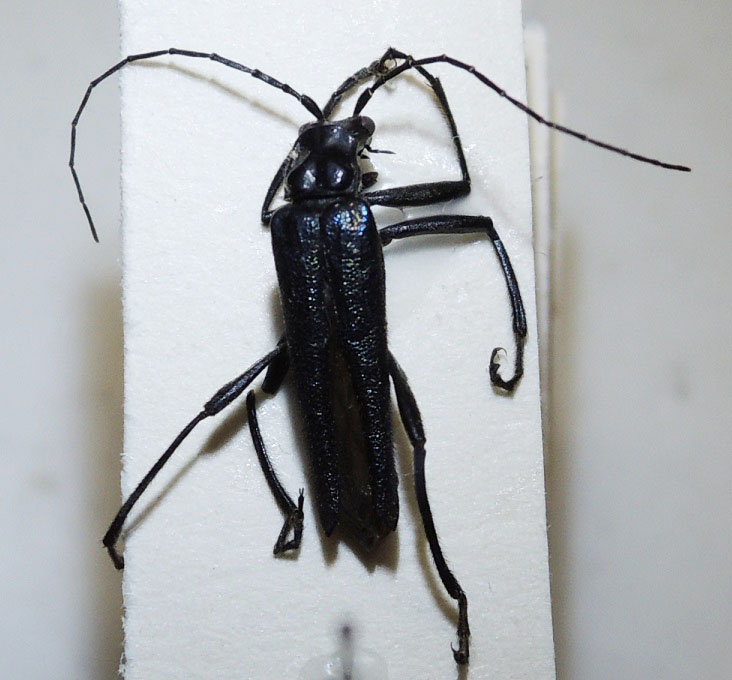
新里琉璃異菊虎雄蟲

身體幾乎全黑，觸角黑色而腹面和基部暗褐色，翅鞘靛青色帶金屬光澤。末端腹板為黑色，其他腹板暗褐色而邊緣呈黃褐色。大顎及爪成紅棕色。體覆柔軟暗褐色細毛，頭楯前緣及前胸背板外緣綴有深棕色剛毛。
雄蟲（體長：12.10-13.35 mm；體寬：2.75-3.10 mm）：頭部表面光滑且有些磨砂感，頭寬約等於長，頭後部平坦稍具凹陷，延著頭楯端緣和眼外側區凹平，中線些微凹陷，頭楯端緣弓形並於中央略為凹陷，眼大、渾圓而突出，下唇鬚末節圓斧狀，小顎鬚末節細長。觸角細長絲狀，向後延伸至翅鞘端1/7長度，觸角小節 4-10 節有溝痕。前胸背板略呈方形，略窄於頭寬，前緣和後緣呈弓形，側緣略呈波浪狀，前側緣略微凹陷，前緣角圓弧形，後緣角圓鈍，盤區後側區突起而前側區凹陷，表面光滑而有些磨砂感，小楯片三角形而端部圓鈍。翅鞘修長，兩側近於平行，表面密布皺點，有強烈金屬光澤。胸節腹面、腹節，及腿節上皆密布黃色軟毛。足細長，腿節幾乎筆直，脛節稍微彎曲，爪式簡單。
雌蟲外型及顏色與雄蟲相似，體幅較雄蟲寬，眼小於雄蟲，觸角明顯短於公蟲，向後延伸至翅鞘一半長度，觸角小節無溝痕。第七可見腹板兩側圓弧，形成左右各圓形的側瓣片和較寬的中瓣，中瓣端部內凹。
本種在顏色及體型上與分布於越南北部的赤顎琉璃異菊虎（Lycocerus rufomandibularis）相似，可按照下列特徵區分：本種的軀體較為修長，觸角第4-10節有溝痕，雌蟲爪中無指突。雄蟲陽莖器背板發達，雌蟲副腺較短。

## 分類學
本種隸屬於臺南琉璃異菊虎種群（Lycocerus fainanus Group），此異菊虎類群成員體型成中大型，翅鞘帶有強烈金屬光澤。除本種之外，同屬此種群的還包含金豔異菊虎（L. metallescens metallescens）、福建金豔異菊虎（L. m. fukienensis）、赤顎琉璃異菊虎（L. rufomandiburalis）等。

## 命名語源
本種獻名於天牛分類學者暨日本甲蟲學會前會長新里達也。

## 發表歷史
2017年，日本甲蟲學會為新里達也博士六十大壽出版記念論文集特刊，日本倉敷市立自然史博物館的奧島雄一博士與台灣昆蟲學者蕭昀於該論文集中發表了此一物種。在此一論文中，兩人也將奧島博士於2007年發表的臺南琉璃異菊虎亞群（Lycocerus fainanus Subgroup），從 L. vitellinus 種群中獨立出來，成為臺南琉璃異菊虎種群（Lycocerus fainanus Group）。
本種正模存放於台灣的國立自然科學博物館。